# Dromia personata
 (octobre 2012).
Si vous disposez d'ouvrages ou d'articles de référence ou si vous connaissez des sites web de qualité traitant du thème abordé ici, merci de compléter l'article en donnant les références utiles à sa vérifiabilité et en les liant à la section « Notes et références ».
Espèce
Dromia personata, la dromie, est une espèce de crabes vivant dans la mer Méditerranée, la mer du Nord et le nord-est de l'océan Atlantique.

## Noms usuels
Dromie velue, crabe-pierre, crabe-éponge, crabe-béret basque, crabe-nounours.
Noms régionaux : krank-voulouz (Breton), crabe dodu (sud-ouest), tourlourou (Cotentin), oumigrana durmeiré (Provençal), crabe Moscato (bassin d'arcachon), franquet dormidor de furari (Catalan).

## Morphologie et aspect
Crabe de forme très arrondie pouvant mesurer jusqu'à 10 cm de largeur, il est facilement reconnaissable à son aspect trapu et le bout de ses pinces rose.
Il est très facile de le confondre avec un élément rocheux, ressemblant souvent à une pierre de la couleur de la roche environnante.

## Spécificités
La Dromie recouvre souvent son dos avec une éponge vivante qu'elle maintient avec ses pattes postérieures.
C'est une espèce nocturne se déplaçant le plus souvent frontalement et assez lentement.

## Habitat
Fond rocheux, galerie, grotte.